# بارتلكيت
بارتلكيت معدن نادر بشكل استثنائي، أحد مركبات الجرمانيوم الطبيعية النادرة. كانت صيغته PbFeGe3O8، لكن تبين لاحقًا أن البارتلكيت متساوي البنية مع شكل عالي الضغط من معدن اللوسونيت. وبالتالي، فإن صيغتها الصحيحة هي PbFeGe (Ge2O7) (OH) 2 • H2O. Bartelkeite وmathewrogersite من المعادن الأساسية (السائدة) من الرصاص والحديد والجرمانيوم. يأتي كلاهما من تسوميب، ناميبيا - «عاصمة» معادن الجرمانيوم في العالم.

## الحدوث والارتباط
اكتشف بارتلكيت في فراغات من خام الجرمانيوم داخل الدولوميت. يرتبط المعدن بالجالينا والجرانيت والرينيريت والتينانتيت.

## هيكل بلوري
بارتلكيت هو أول معدن تم تحليله يحتوي على كل من الجرمانيوم المنسق رباعي السطوح وثماني السطوح. إنه متساوي التركيب مع شكل الضغط العالي من السيليكات اللوسونيت. يوجد على شكل:
- سلاسل من FeO6 وGeO6 ثماني السطوح ، التي تشترك في الحواف.
- Ge2O7 ثنائيات التي تربط السلاسل.
- ذرات الرصاص وجزيئات الماء في تجاويف كبيرة من الإطار.